# ユリ・グリエル
ユリエスキ・グリエル・カスティーヨ（Yulieski Gourriel Castillo, 1984年6月9日 - ）は、キューバ共和国サンクティ・スピリトゥス州サンクティ・スピリトゥス出身のプロ野球選手（内野手）。右投右打。愛称は「エル・ユリ」。現在は、フリーエージェント（FA）。
かつては「ユリエスキ・グリエル（Yulieski Gurriel）」を登録名としていたが、2017年より登録名を「ユリ・グリエル（Yuli Gurriel）」としている。

## 経歴

### キューバ球界時代
17歳であった2001年に、ガジョス・デ・サンクティ・スピリトゥスの選手として、キューバの国内リーグ（セリエ・ナシオナル・デ・ベイスボル）にデビューした。
2003年10月に開催された第35回IBAFワールドカップのキューバ代表に選出された。
2004年8月に開催されたアテネオリンピックの野球キューバ代表に選出された。
2005年9月に開催された第36回IBAFワールドカップのキューバ代表に選出された。この大会では、8本塁打を記録した。
2005-2006シーズンには本塁打・打点の二冠王を獲得したほか、当時国内リーグ史上初の20本塁打・20盗塁を達成した。
3月に開催された第1回ワールド・ベースボール・クラシック（WBC）のキューバ代表に選出された。同大会では二塁手として出場し、打率.273、出塁率.342、長打率.515の成績で大会ベストナインに選ばれた。
2006-2007シーズンは本塁打数が半減してしまったが、これはこのシーズンから公式戦で使用されるボールが、ミズノ製のものから自国製のもの（いわゆる「飛ばないボール」）へ変更され、リーグ全体の打撃成績が低くなった影響と見られる。
2006年7月末には「コロンビアで開催されている国際大会に遠征中、エドゥアルド・パレとともに亡命した」とESPNのウェブサイトで報じられ、ニューヨーク・ヤンキースが獲得に興味との噂が出たが、その後本人が否定した。

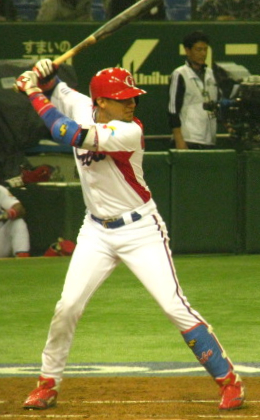
2013年WBCにおけるグリエル

2008年8月に開催された北京オリンピックの野球キューバ代表に選出され、2大会連続2度目の選出となった。決勝戦では1点ビハインドの9回に一死満塁のチャンスで鄭大炫の前に併殺打に倒れ、キューバは韓国に敗北し、銀メダルに終わった。
2009年3月に開催された第2回WBCのキューバ代表に選出され2大会連続2度目の選出となった。
2012年7月に開催された第26回ハーレムベースボールウィークのキューバ代表に選出された。同大会では出塁率.500を記録、MVPに選ばれた。11月6日には「侍ジャパンマッチ2012「日本代表 VS キューバ代表」」のキューバ代表が発表され代表入りした。同日、台湾で行われたサンダーシリーズのため来台した。サンダーシリーズ終了後の11月14日に来日した。
2013年3月に開催された第3回WBCのキューバ代表に選出され、3大会連続3度目の選出となった。同大会ではオランダとの決勝ラウンド進出決定戦で最終回の表に盗塁走塁ミスを2回繰り返しビクトル・メサ監督に激怒され、その裏に自らの失策で出した走者が本塁を踏むなど、大会打率.280の不振で終えた。チームはオランダに敗れ、決勝ラウンド進出を逃した。また、国内リーグでは、所属チームをサンクティ・スピリトゥスからレオネス・デ・インダストリアレスに変更している。
2014年2月4日にMLB.comの取材に対して、「12年間キューバでプレーしてきたが、今は国外でプレーしたい」との意向を示した。

#### キューバ国外移籍解禁後
2014年5月13日にNPBの横浜DeNAベイスターズへの入団が発表された。前年末にDeNAの球団社長の池田純がキューバを視察した際に、同国の球界関係者から「優秀な選手を日本に出したい」という意向を明かされたことを背景に、国外でのプレーを望むグリエルの獲得交渉に着手したという。

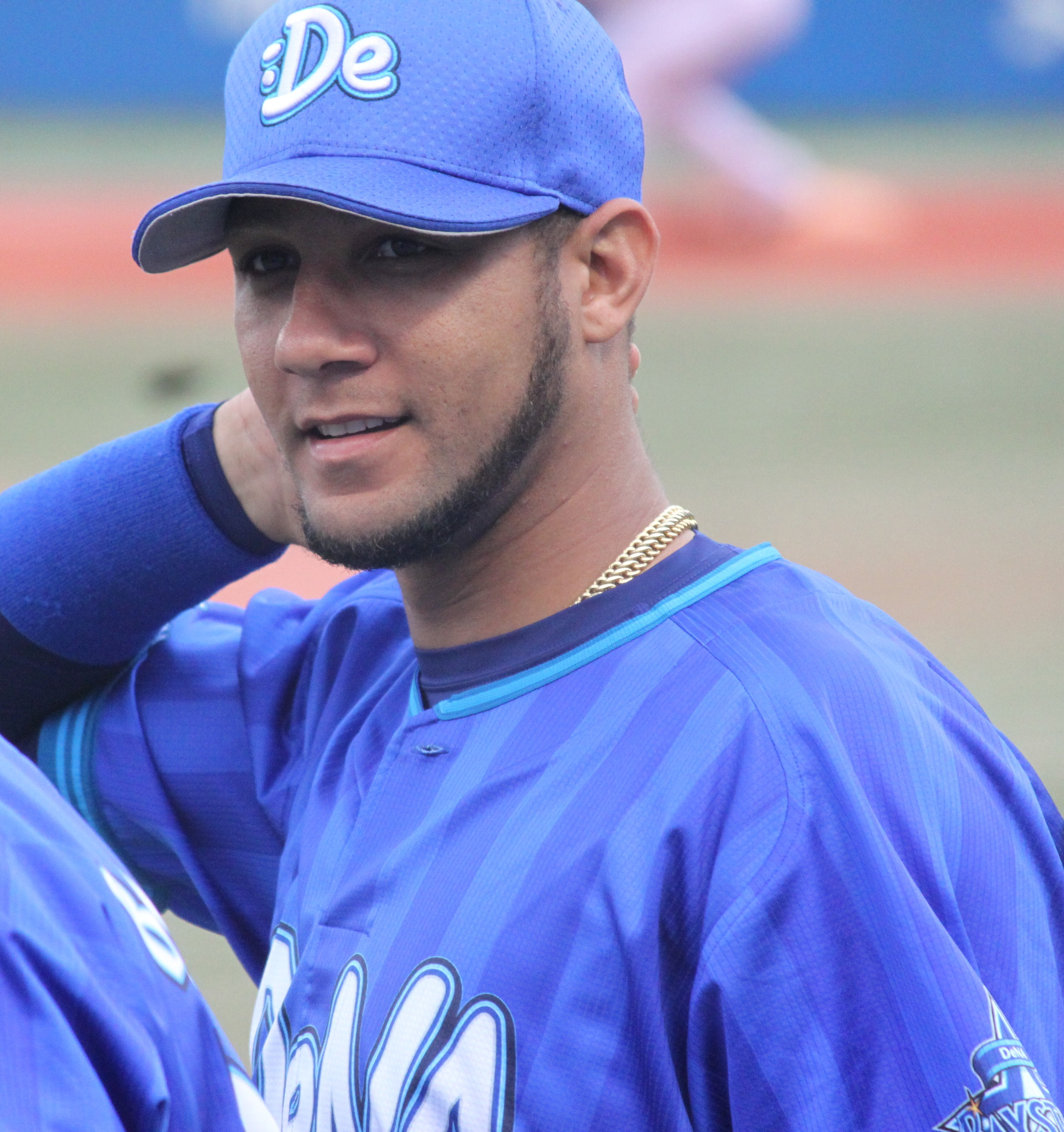
横浜DeNAベイスターズ時代
（2014年7月13日）

5月31日に来日、6月2日に入団記者会見を行い、日本球界へ挑戦する理由に「キューバで長年プレーを続けているうちに、相手投手の配球を読むことの難しさが薄れてきたこと」を挙げたうえで、「横浜DeNAを初めてのクライマックスシリーズ進出に必ず導きます。信じて下さい」と述べている。また、ユニフォームの背ネームは本来の英語表記からOをとった「GURRIEL」。6月3日からは、実戦での調整を目的に、2日続けてイースタン・リーグの埼玉西武ライオンズ戦で先発出場。「3番・指名打者」で出場した3日の試合で、4回裏の第2打席で中﨑雄太からNPB初本塁打を記録した。6月6日にNPB入り後初の一軍出場登録。6月8日の対東北楽天ゴールデンイーグルス戦（横浜スタジアム）に3番三塁手で一軍初出場、3回裏の第2打席で初安打を放ち、3打席連続安打で猛打賞を記録した。6月11日のオリックス・バファローズ戦（京セラドーム大阪）では、6回表の第3打席で適時打を放ってNPB一軍初打点を挙げると、8回表の第4打席で佐藤達也からバックスクリーン左へNPB一軍初本塁打を記録した。
2015年3月19日にキューバ国内リーグで所属するインダストリアレスがプレーオフ準決勝進出を逃したため、3月27日の開幕戦（対読売ジャイアンツ）までに、この年から同じくDeNAと契約した弟のルルデス・ジュニアとともにチームへ合流できるとの報道が出た。しかし、左腿裏痛の治療をキューバ国内で行うため、兄弟揃って来日が延期になった（弟のルルデスは左手首痛）。これに対し、DeNAは日本国内で治療を行わせるため、診断書の提出と来日を要求したが、診断書を含めてキューバ政府から明確な返答がなく、球団職員が話し合いのために現地入りするなど緊張状態が続いた。結局、4月2日にGMの高田繁が契約違反のため契約を解除したと発表し、キューバ政府もこれを了承したため、正式に退団が確定した。なお、ルルデス・ジュニアについては、制限選手としての手続きが取られた。2015年度、最初の自由契約選手となった。11月に開催された第1回WBSCプレミア12のキューバ代表に選出された。
2016年2月にはシエゴ・デ・アビラの補強選手としてカリビアンシリーズに出場。準決勝で敗退後に、弟のルルデス・ジュニアと共に開催国のドミニカ共和国内からハイチへ亡命した。三兄弟の長男のユニエスキはカリビアンシリーズに出場していないためキューバ国内に留まっており、「カリビアンシリーズでの最後の試合の後に2人と連絡が取れなくなった。それまでは毎晩連絡を取りあっていたのに。私達もみんなと同じニュースで亡命を知り、2人のことは何もわからない」と語っている。

### アストロズ時代

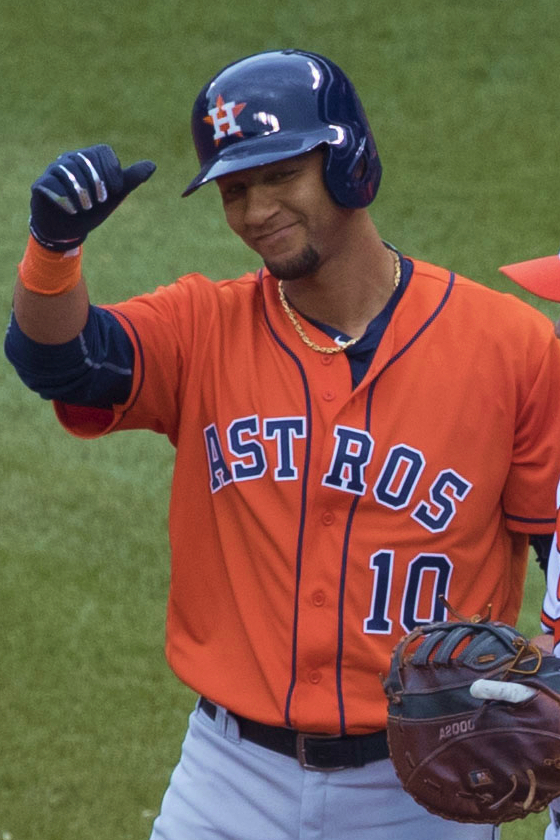
ヒューストン・アストロズ時代
（2016年8月21日）

2016年7月16日にヒューストン・アストロズと総額4750万ドルの5年契約を結んだことが発表された。マイナー（AA級コーパスクリスティ・フックス、AAA級フレズノ・グリズリーズ）での調整を経て、8月21日にメジャー昇格し、同日のボルチモア・オリオールズ戦で「6番・指名打者」で先発出場してMLB初打席でMLB初安打を記録した（2打数1安打1四球）。最終的には36試合に出場し、打率.262、3本塁打、15打点、1盗塁、OPS.677という成績を残した。守備では三塁手を主に守り、21試合で1失策、守備率.977・DRS0という成績を記録。他に、僅かながら一塁手と左翼手も守った。
2017年は若手三塁手のアレックス・ブレグマンの台頭により、ポジションが主に一塁手となった。ロサンゼルス・ドジャースとのワールドシリーズでは10月27日の第3戦でダルビッシュ有から本塁打を記録した後に、アジア人を侮辱する差別的ジェスチャーを行い、物議を醸した。10月28日に2018年シーズン開幕戦から5試合の出場停止処分が科せられた。
2018年はキャンプ中に右手有鈎骨の手術を受けた影響で調整が遅れ、開幕からの5試合出場停止処分もあり4月13日にMLB復帰を果たした。最終的に打率.291、13本塁打、85打点、OPS.751を記録した。
2020年のオフにFAとなる予定だったが、9月29日にアストロズと単年契約を結び契約延長した。オプションとして2022年は球団側が選択権を所持する。
2021年は打率.319を記録し、キューバ出身者としては1971年のトニー・オリバ以来2人目となる首位打者のタイトルを獲得した。またゴールドグラブ賞（一塁手部門）を初受賞した。
2022年オフの11月6日にFAとなった。

### マーリンズ時代
2023年3月10日にマイアミ・マーリンズとマイナー契約を結んだ。 3月27日に開幕ロースター入りすることになった。オフの11月3日にFAとなった。

### ブレーブス傘下時代
2024年4月13日にアトランタ・ブレーブスとマイナー契約を結んだ。傘下AAA級グウィネット・ストライパーズでは75試合に出場し、打率.292を記録した。

### ロイヤルズ時代
2024年8月31日に金銭トレードでカンザスシティ・ロイヤルズへ移籍し、翌日アクティブ・ロースター入りした。

### パドレス時代
2025年3月27日にサンディエゴ・パドレスとメジャー契約を結び、開幕ロースター入りした。しかし、シーズンでは16試合で打率.111と不振に陥り、4月30日にDFAとなった。

## 選手としての特徴

### 打撃

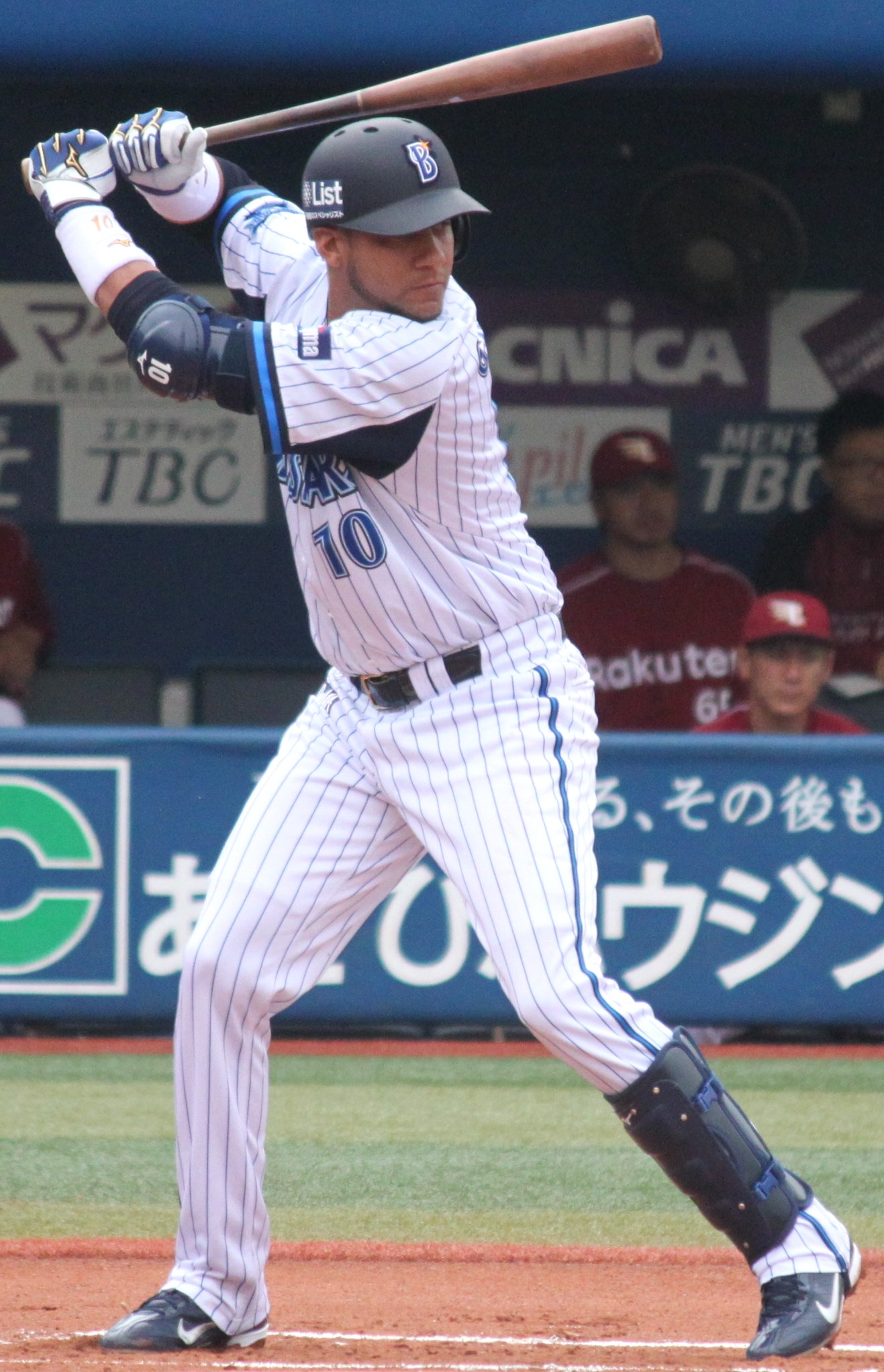
バッティングフォーム（DeNA時代）

21歳の時に、MLBのスカウトからは「もしドラフトで指名されるならば1巡目だ」と評価されている。
打球のほとんどが左方向に飛ぶプルヒッター。長打力に定評がある。

### 守備
地肩の強い内野手。キューバ国内リーグでは三塁手としてプレー。代表では当初は二塁手だったが、2004年頃から代表でも主に三塁を守るようになった。DeNAへの入団が決まった際には遊撃手としての起用も想定された。入団当初に出場したセ・パ交流戦では、指名打者を採用しなかったパ・リーグ球団主催試合で、石川雄洋に遊撃や外野を守らせることを条件に二塁手として起用されていた。一塁を守っていた主砲のトニ・ブランコが故障で戦線を離れた交流戦の後半（6月中旬）からは、レギュラー三塁手のアーロム・バルディリスを一塁や代打に起用する一方で、もっぱら三塁手として出場した。DELTA社算出のUZRでは、2014年は二塁手では289イニングでUZR-2.6、三塁手では228イニングでUZR-4.8を喫した。

## 人物
愛称は「ユリー（Yuly）」。DeNA在籍時は主にDeNAファンを中心に、応援歌等で「ユーリ」と呼ばれていた。なお、ユリエスキ自身はDeNA入団会見で「あだ名はあまりなかったが、キューバでは「ユリー」と呼ばれていたのでそのように呼んでほしい」とコメントしていた。
ホセ・コントレラスやホセ・アブレイユらと同じくキューバ人特有の飛行機嫌いとして知られる。DeNA時代の2014年7月7日には、沖縄県に平成26年台風第8号が接近する状況での飛行機移動に対する不安を理由に読売ジャイアンツとの2連戦（沖縄セルラースタジアム那覇）に向けた遠征への参加を見合わせた。その後に病院で検査を受けたところ、飛行機恐怖症と診断された。
日本食が苦手。2013年WBCで訪日した際には、2週間で5kgも体重が落ちたという。またトマト以外の野菜も食べられないことから、DeNAではグリエルのためにキューバ風の献立を特別に用意していた。

## 家族
野球一家であり、実父のルルデスは、いすゞ自動車硬式野球部などの社会人野球でのプレー経験を通じて日本の野球事情やプレースタイルを熟知していることを背景に、ユリエスキのDeNA入団を後押ししたとされる。
ユリエスキは3人兄弟の真ん中で、弟のルルデス・ジュニア、2つ年上の兄のユニエスキはいずれも野球選手である。
また、叔父のルイス・エンリケ・グリエル、大叔父のホセ・デルガド、いとこのヨアンニ・デルガドも野球選手である。

## 詳細情報

### 年度別打撃成績
| 年 度     | 球 団     | 試 合 | 打 席 | 打 数 | 得 点 | 安 打 | 二 塁 打 | 三 塁 打 | 本 塁 打 | 塁 打 | 打 点 | 盗 塁 | 盗 塁 死 | 犠 打 | 犠 飛 | 四 球 | 敬 遠 | 死 球 | 三 振 | 併 殺 打 | 打 率 | 出 塁 率 | 長 打 率 | O P S |
| --------- | --------- | ----- | ----- | ----- | ----- | ----- | -------- | -------- | -------- | ----- | ----- | ----- | -------- | ----- | ----- | ----- | ----- | ----- | ----- | -------- | ----- | -------- | -------- | ----- |
| 2001-2002 | SSP       | 87    | 376   | 353   | 59    | 106   | 26       | 5        | 7        | 163   | 50    | 7     | 6        | 4     | 6     | 8     | 1     | 5     | 33    | 3        | .300  | .320     | .462     | .781  |
| 2002-2003 | SSP       | 90    | 385   | 333   | 57    | 97    | 20       | 4        | 16       | 173   | 65    | 12    | 3        | 0     | 3     | 45    | 7     | 4     | 41    | 5        | .291  | .379     | .520     | .899  |
| 2003-2004 | SSP       | 55    | 241   | 215   | 49    | 77    | 14       | 7        | 9        | 132   | 42    | 7     | 3        | 0     | 2     | 19    | 0     | 5     | 25    | 4        | .358  | .419     | .614     | 1.033 |
| 2004-2005 | SSP       | 89    | 411   | 370   | 80    | 126   | 16       | 7        | 23       | 225   | 86    | 11    | 1        | 0     | 6     | 29    | 5     | 6     | 47    | 10       | .341  | .392     | .608     | 1.000 |
| 2005-2006 | SSP       | 90    | 413   | 349   | 89    | 114   | 19       | 11       | 27       | 236   | 92    | 21    | 4        | 0     | 6     | 51    | 11    | 7     | 30    | 3        | .327  | .416     | .676     | 1.093 |
| 2006-2007 | SSP       | 88    | 410   | 348   | 65    | 120   | 28       | 0        | 13       | 187   | 46    | 12    | 5        | 0     | 1     | 50    | 13    | 11    | 23    | 13       | .345  | .441     | .537     | .979  |
| 2007-2008 | SSP       | 79    | 359   | 295   | 68    | 89    | 14       | 1        | 22       | 171   | 71    | 3     | 0        | 0     | 7     | 48    | 11    | 9     | 20    | 15       | .302  | .407     | .580     | .986  |
| 2008-2009 | SSP       | 84    | 381   | 328   | 77    | 131   | 22       | 7        | 22       | 233   | 90    | 11    | 5        | 0     | 4     | 48    | 12    | 1     | 23    | 14       | .399  | .472     | .710     | 1.183 |
| 2009-2010 | SSP       | 89    | 407   | 344   | 90    | 125   | 17       | 2        | 30       | 236   | 105   | 5     | 4        | 0     | 3     | 54    | 12    | 6     | 29    | 11       | .363  | .455     | .686     | 1.141 |
| 2010-2011 | SSP       | 87    | 390   | 327   | 74    | 111   | 21       | 2        | 20       | 196   | 81    | 3     | 0        | 0     | 4     | 48    | 9     | 11    | 17    | 12       | .339  | .436     | .599     | 1.035 |
| 2011-2012 | SSP       | 89    | 396   | 321   | 58    | 104   | 18       | 0        | 22       | 188   | 85    | 14    | 4        | 0     | 7     | 61    | 19    | 7     | 34    | 10       | .324  | .434     | .586     | 1.020 |
| 2012-2013 | SSP       | 79    | 333   | 280   | 51    | 91    | 18       | 3        | 8        | 139   | 52    | 8     | 5        | 0     | 3     | 44    | 13    | 6     | 20    | 5        | .325  | .423     | .496     | .920  |
| 2013-2014 | IND       | 81    | 361   | 297   | 63    | 93    | 21       | 3        | 16       | 168   | 69    | 10    | 8        | 1     | 3     | 54    | 12    | 6     | 31    | 7        | .313  | .425     | .566     | .991  |
| 2014-2015 | IND       | 49    | 206   | 175   | 40    | 60    | 18       | 1        | 7        | 101   | 35    | 11    | 2        | 0     | 2     | 27    | 6     | 2     | 18    | 9        | .343  | .432     | .577     | 1.009 |
| 2014      | DeNA      | 62    | 258   | 239   | 46    | 73    | 22       | 0        | 11       | 128   | 30    | 3     | 0        | 0     | 2     | 15    | 0     | 2     | 40    | 4        | .305  | .349     | .536     | .884  |
| 2015-2016 | IND       | 49    | 224   | 174   | 55    | 87    | 20       | 0        | 15       | 152   | 51    | 3     | 0        | 0     | 5     | 38    | 11    | 7     | 3     | 6        | .500  | .589     | .874     | 1.463 |
| 2016      | HOU       | 36    | 137   | 130   | 13    | 34    | 7        | 0        | 3        | 50    | 15    | 1     | 1        | 0     | 1     | 5     | 0     | 1     | 12    | 7        | .262  | .292     | .385     | .677  |
| 2017      | HOU       | 139   | 564   | 529   | 69    | 158   | 43       | 1        | 18       | 257   | 75    | 3     | 2        | 0     | 6     | 22    | 1     | 7     | 62    | 12       | .299  | .332     | .486     | .817  |
| 2018      | HOU       | 136   | 573   | 537   | 70    | 156   | 33       | 1        | 13       | 230   | 85    | 5     | 1        | 0     | 7     | 23    | 0     | 6     | 63    | 22       | .291  | .323     | .428     | .751  |
| 2019      | HOU       | 144   | 612   | 564   | 85    | 168   | 40       | 2        | 31       | 305   | 104   | 5     | 3        | 0     | 6     | 37    | 2     | 5     | 65    | 12       | .298  | .343     | .541     | .884  |
| 2020      | HOU       | 57    | 230   | 211   | 27    | 49    | 12       | 1        | 6        | 81    | 22    | 0     | 1        | 0     | 5     | 12    | 0     | 2     | 27    | 6        | .232  | .274     | .384     | .658  |
| 2021      | HOU       | 143   | 605   | 530   | 83    | 169   | 31       | 0        | 15       | 245   | 81    | 1     | 1        | 0     | 12    | 59    | 2     | 4     | 68    | 16       | .319  | .383     | .462     | .846  |
| 2022      | HOU       | 146   | 584   | 545   | 53    | 132   | 40       | 0        | 8        | 196   | 53    | 8     | 0        | 0     | 3     | 30    | 0     | 6     | 73    | 13       | .242  | .288     | .360     | .647  |
| 2023      | MIA       | 108   | 329   | 298   | 32    | 73    | 16       | 3        | 4        | 107   | 27    | 4     | 0        | 0     | 4     | 26    | 3     | 1     | 44    | 13       | .245  | .304     | .359     | .663  |
| 2024      | KC        | 18    | 65    | 54    | 7     | 13    | 3        | 0        | 0        | 16    | 6     | 1     | 0        | 0     | 2     | 9     | 0     | 0     | 15    | 1        | .241  | .338     | .296     | .634  |
| CNS：15年 | CNS：15年 | 1185  | 5293  | 4509  | 975   | 1531  | 292      | 53       | 257      | 2700  | 1020  | 138   | 50       | 5     | 62    | 624   | 142   | 93    | 394   | 127      | .340  | .425     | .599     | 1.024 |
| NPB：1年  | NPB：1年  | 62    | 258   | 239   | 46    | 73    | 22       | 0        | 11       | 128   | 30    | 3     | 0        | 0     | 2     | 15    | 0     | 2     | 40    | 4        | .305  | .349     | .536     | .884  |
| MLB：9年  | MLB：9年  | 927   | 3699  | 3398  | 439   | 952   | 225      | 8        | 98       | 1487  | 468   | 28    | 9        | 0     | 46    | 223   | 8     | 32    | 429   | 102      | .280  | .326     | .438     | .764  |

- 2024年度シーズン終了時
- 各年度の太字はリーグ最高
- キューバで通常用いられる個人通算成績はプレーオフや選抜リーグなども合算するため、この表の合計とは一致しない

### 年度別守備成績
| 年 度 | 球 団 | 一塁（1B） | 一塁（1B） | 一塁（1B） | 一塁（1B） | 一塁（1B） | 一塁（1B） | 二塁（2B） | 二塁（2B） | 二塁（2B） | 二塁（2B） | 二塁（2B） | 二塁（2B） | 三塁（3B） | 三塁（3B） | 三塁（3B） | 三塁（3B） | 三塁（3B） | 三塁（3B） | 遊撃（SS） | 遊撃（SS） | 遊撃（SS） | 遊撃（SS） | 遊撃（SS） | 遊撃（SS） |
| 年 度 | 球 団 | 試 合      | 刺 殺      | 補 殺      | 失 策      | 併 殺      | 守 備 率   | 試 合      | 刺 殺      | 補 殺      | 失 策      | 併 殺      | 守 備 率   | 試 合      | 刺 殺      | 補 殺      | 失 策      | 併 殺      | 守 備 率   | 試 合      | 刺 殺      | 補 殺      | 失 策      | 併 殺      | 守 備 率   |
| ----- | ----- | ---------- | ---------- | ---------- | ---------- | ---------- | ---------- | ---------- | ---------- | ---------- | ---------- | ---------- | ---------- | ---------- | ---------- | ---------- | ---------- | ---------- | ---------- | ---------- | ---------- | ---------- | ---------- | ---------- | ---------- |
| 2016  | HOU   | 5          | 35         | 4          | 0          | 9          | 1.000      | -          | -          | -          | -          | -          | -          | 21         | 13         | 30         | 1          | 1          | .977       | -          | -          | -          | -          | -          | -          |
| 2017  | HOU   | 131        | 991        | 90         | 8          | 116        | .993       | 1          | 1          | 2          | 0          | 1          | 1.000      | 7          | 6          | 10         | 1          | 1          | .941       | -          | -          | -          | -          | -          | -          |
| 2018  | HOU   | 109        | 770        | 48         | 4          | 61         | .995       | 15         | 11         | 20         | 1          | 6          | .969       | 21         | 8          | 29         | 0          | 5          | 1.000      | 2          | 1          | 3          | 0          | 1          | 1.000      |
| 2019  | HOU   | 110        | 728        | 73         | 3          | 58         | .996       | 4          | 1          | 6          | 1          | 0          | .875       | 42         | 25         | 64         | 3          | 7          | .967       | -          | -          | -          | -          | -          | -          |
| 2020  | HOU   | 55         | 412        | 50         | 1          | 40         | .998       | -          | -          | -          | -          | -          | -          | -          | -          | -          | -          | -          | -          | -          | -          | -          | -          | -          | -          |
| 2021  | HOU   | 142        | 1057       | 86         | 7          | 95         | .994       | -          | -          | -          | -          | -          | -          | 1          | 0          | 0          | 0          | 0          | ----       | -          | -          | -          | -          | -          | -          |
| 2022  | HOU   | 142        | 1057       | 45         | 4          | 106        | .996       | -          | -          | -          | -          | -          | -          | -          | -          | -          | -          | -          | -          | -          | -          | -          | -          | -          | -          |
| 2023  | MIA   | 93         | 569        | 32         | 2          | 64         | .997       | -          | -          | -          | -          | -          | -          | -          | -          | -          | -          | -          | -          | -          | -          | -          | -          | -          | -          |
| 2024  | KC    | 12         | 76         | 6          | 0          | 4          | 1.000      | -          | -          | -          | -          | -          | -          | -          | -          | -          | -          | -          | -          | -          | -          | -          | -          | -          | -          |
| MLB   | MLB   | 799        | 5695       | 434        | 28         | 553        | .995       | 20         | 13         | 28         | 2          | 7          | .953       | 92         | 52         | 133        | 5          | 14         | .974       | 2          | 1          | 3          | 0          | 1          | 1.000      |

| 年 度 | 球 団 | 左翼（LF） | 左翼（LF） | 左翼（LF） | 左翼（LF） | 左翼（LF） | 左翼（LF） |
| 年 度 | 球 団 | 試 合      | 刺 殺      | 補 殺      | 失 策      | 併 殺      | 守 備 率   |
| ----- | ----- | ---------- | ---------- | ---------- | ---------- | ---------- | ---------- |
| 2016  | HOU   | 1          | 0          | 0          | 0          | 0          | ----       |
| MLB   | MLB   | 1          | 0          | 0          | 0          | 0          | ----       |

- 2024年度シーズン終了時
- 各年度の太字はリーグ最高

### タイトル
MLB
- 首位打者：1回（2021年）

### 表彰
MLB
- ゴールドグラブ賞（一塁手部門）：1回（2021年）

### 記録
NPB
- 初出場・初先発出場：2014年6月8日、対東北楽天ゴールデンイーグルス3回戦（横浜スタジアム）、3番・三塁手で先発出場
- 初打席：同上、1回裏にトラビス・ブラックリーから遊ゴロ
- 初安打：同上、3回裏にトラビス・ブラックリーから左前安打
- 初打点：2014年6月11日、対オリックス・バファローズ3回戦（京セラドーム）、6回表に西勇輝から左前適時打
- 初本塁打：同上、8回表に佐藤達也から中越ソロ
- 初盗塁：2014年6月29日、対広島東洋カープ12回戦（横浜スタジアム）、8回裏に二盗（投手：中田廉、捕手：會澤翼）

### 背番号
- 10（2014年 - 2023年）
- 18（2024年 - 2025年途中）

### 代表歴
- 2003 IBAFワールドカップ キューバ代表
- 2004 アテネオリンピック野球 キューバ代表
- 2005 IBAFワールドカップ キューバ代表
- 2006 ワールド・ベースボール・クラシック キューバ代表
- 2008 北京オリンピック野球 キューバ代表
- 2009 ワールド・ベースボール・クラシック キューバ代表
- 2012 ハーレムベースボールウィーク キューバ代表
- 2013 ワールド・ベースボール・クラシック キューバ代表
- 2015 WBSCプレミア12 キューバ代表